# Dansk Yorkshire
Dansk Yorkshire er en dansk svinerace. Racen er en blandt tre, der benyttes til krydsavl i dansk svineproduktion. Dansk Yorkshire benyttes ligesom Dansk Landrace som hundyrrace, der krydses med handyr fra Dansk Duroc.
Racen er oprindeligt baseret på Yorkshire-svin, som blev udviklet i Yorkshire i England omkring 1761. Beslægtede svineracer, som er baserede på Yorkshire-svin, findes i flere lande. I USA findes Amerikansk Yorkshire, der blev importeret fra England i 1830. I Storbritannien kendes den moderne britiske Yorkshire-race i dag som Large White.